# Alsvin og Alstærk
Alsvin (også: Alsvinn) og Alstærk er i nordisk mytologi de to heste, der trækker solen over himlen som skarpt bliver forfulgt af ulven Skoll som hver aften indhenter dem og sluger solen.  Egl. “den meget hurtige” (af allr, hel, og svinnr, hurtig) og “den årvågne”. De to heste kaldes også Alsin og Arvak. 
Fra Grímnismál:
| Citat | Arvak og Alsvid skal op i højden slunkne Solen drage, ind under bovene Aserne skjulte kød-kølende jern | Citat |
|       | |       |

| Nordisk mytologi | Spire Denne artikel om nordisk religion og mytologi er en spire som bør udbygges. Du er velkommen til at hjælpe Wikipedia ved at udvide den. |